# شهرستان شط‌العرب
شهرستان شط العرب (به عربی: قضاء شط العرب) یک شهرستان در عراق است که در استان بصره واقع شده‌است.